# Градецки манастир
 Тази статия е за манастира край село Градец, община Костинброд.  За манастира край село Градец, община Видин вижте Алботински манастир.  
Градецкият манастир „Свети Георги Победоносец“  е недействащ манастир на Българската православна църква, който се намира на около 1 км северно от село Градец, община Костинброд, Софийска област.

## История
Според сведения, манастирът датира от времето на цар Иван Шишман, когато бил действащ мъжки манастир.  По време на османското владичество е бил опожарен и разграбен. Местна легенда разказва, че камбаната е оцеляла и заровена в околностите на манастира.
Съвременната сграда на църквата е построена в началото на XXI век, но старинен каменен кръст в двора  свидетелства, че дълго време мястото е било почитано от местните хора като оброчище. На лицевата част на кръста са издълбани две концентрични окръжности с вписано в тях стилизирано цвете с шест венчелистчета.
Дървен навес с трапезария, каменна чешма и пейки допълват пространството пред манастира.

## Разположение
Село Градец се намира на отбивка вдясно по пътя между Костинброд и Годеч. До манастира се достига по хубав черен път, дълъг около 400 метра, който се отбива вдясно (нагоре) от асфалтовия път, свързващ долната и горната част на селото.

## Галерия
- Манастирският храм
- Оброчният кръст
- Храмовата икона и стенописи над входа
- Трапезарията
- Указателна табела в селото за пътя към манастира
- Изглед по посока село Градец